# Dolmen de Casas de Don Pedro
El dolmen de Casas de Don Pedro es un yacimiento arqueológico megalítico que se localiza en el término municipal de Belmez, provincia de Córdoba, Andalucía, España. A pesar de que hubo un asentamiento anterior en el 5000 a. C., el dolmen como tal fue construido en el 2000 antes de Cristo.

## Descubrimiento
El dolmen fue excavado durante el año 1986 por los especialistas prehistoriadores Beatriz Gavilán y Juan Carlos Vera debido especialmente a la destrucción parcial del túmulo que cubría el yacimiento y el desplazamiento de bloques que formaban la cámara funeraria. En una primera fase se excavó en la misma cámara funeraria y se descubrió una ocupación anterior a la construcción del dolmen, que data aproximadamente del 5.000 antes de Cristo.
El 2 de julio de 1996 el dolmen fue declarado Bien de Interés Cultural en la categoría de zona arqueológica. Posteriormente, en 2001, se llevó a cabo una segunda campaña de excavación en el corredor del dolmen y una gran cuadrícula de 105 metros cuadrados que circundaba todo el yacimiento.

## Descripción
Se trata de un monumento megalítico, con una cámara algo trapezoidal, que mide en su interior, aproximadamente, 2,15 metros de longitud por 1,35 metros de anchura máxima. En la parte este de la cámara aparece un bloque, no muy grande y de forma paralelepipédica, por el que posiblemente se accediera desde el corredor a la propia cámara.
El corredor, orientado hacia el oeste, que aún no ha sido excavado, y a unos 0,75 metros de lo que se cree puede ser el final del mismo, se encuentra un ortostato, colocado a modo de «pilastra», y que debió soportar parte del peso de la cubierta, hoy en día destruida, y constituida seguramente por dos grandes lajas de piedra.
Los materiales empleados son ortostatos, de los cuales se conservan un número de 12, de piedra caliza, arenisca, pudinga, anfibolita, micaquisto y cuarcita, materiales existentes en los alrededores. Las dimensiones aproximadas de los ortostatos son de unos tres metros de altura, un metro de largo y 0,20 metros de ancho.
El túmulo era de grandes proporciones, ya que medía 31 metros de eje máximo por 26,5 metros de ancho, siendo su forma, por tanto, elipsoidal. Se desconoce la altura original del mismo. Se pudo constatar, durante su excavación, la existencia de una especie de «anillo», de guijarros de río de mediano tamaño, que lo circundaban en su totalidad.
En su interior el material arqueológico era bastante escaso y estaba formado por punzones de cobre, puntas de flechas de cobre, hojas de sílex de gran tamaño, puntas de flechas de sílex, cuentas de collar de piedra y fragmentos de cerámica decorada e incisa. Este material aparecía asociado a restos óseos de varios individuos. Del estudio de los restos y del material se deduce que el enterramiento fue utilizado en, al menos, dos ocasiones: la más antigua, al menos por lo conocido hasta ahora, parece ser los restos óseos humanos acompañados por el ajuar consistente en las hojas de sílex, las puntas de flecha de sílex y las cuentas de collar; posteriormente, el dolmen debió ser reutilizado para enterrar, al menos, a otro individuo, al cual acompañaban los objetos de metal.